# Trentasei poetesse immortali
Le Trentasei poetesse eterne (女房三十六歌仙, Nyōbō Sanjūrokkasen) è una lista antologica di poetesse famose del Giappone, composto interamente da donne.
La compilazione della lista è avvenuta nel mezzo dell'era Kamakura. Poiché della maggior parte delle poete non si conosceva il vero nome, sono state indicate con il loro titolo, quello del marito, del padre o dei loro parenti.

## Le Trentasei poetesse immortali
1. Ono no Komachi
2. Ise
3. Nakatsukasa
4. Saigū no Nyōgo
5. Ukon
6. Fujiwara no Michitsuna no Haha
7. Uma no Naishi
8. Akazome Emon
9. Izumi Shikibu
10. Kodai no Kimi
11. Murasaki Shikibu
12. Koshikibu no Naishi
13. Ise no Taifu
14. Sei Shōnagon
15. Daini no Sanmi
16. Takashina no Takako
17. Yūshi Naishinnō-ke no Kii
18. Sagami
19. Principessa Shikishi
20. Kunaikyō
21. Suō no Naishi
22. Fujiwara no Toshinari no Musume
23. Taikenmon'in no Horikawa
24. Gishūmon'in no Tango
25. Kayōmon'in no Echizen
26. Nijōin no Sanuki
27. Kojijū
28. Go-Toba-in no Shimotsuke
29. Ben no Naishi
30. Gofukakusa-in no Shōshō no naishi
31. Inpumon'in no Tayū
32. Tsuchimikado-in no Kozaishō
33. Hachijō-in no Takakura
34. Fujiwara no Chikako
35. Shikikenmon-in no Mikushige
36. Sōhekimon'in no Shōshō

## Galleria d'immagini

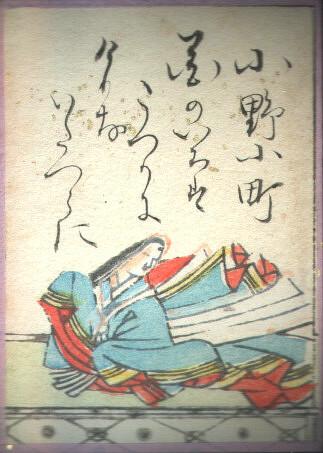
小野小町
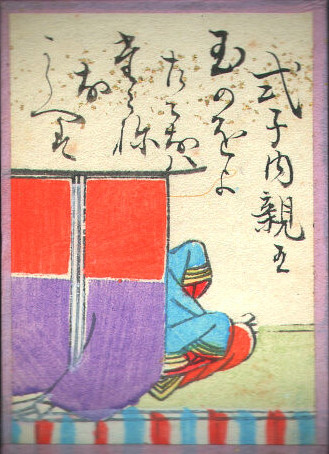
式子内親王
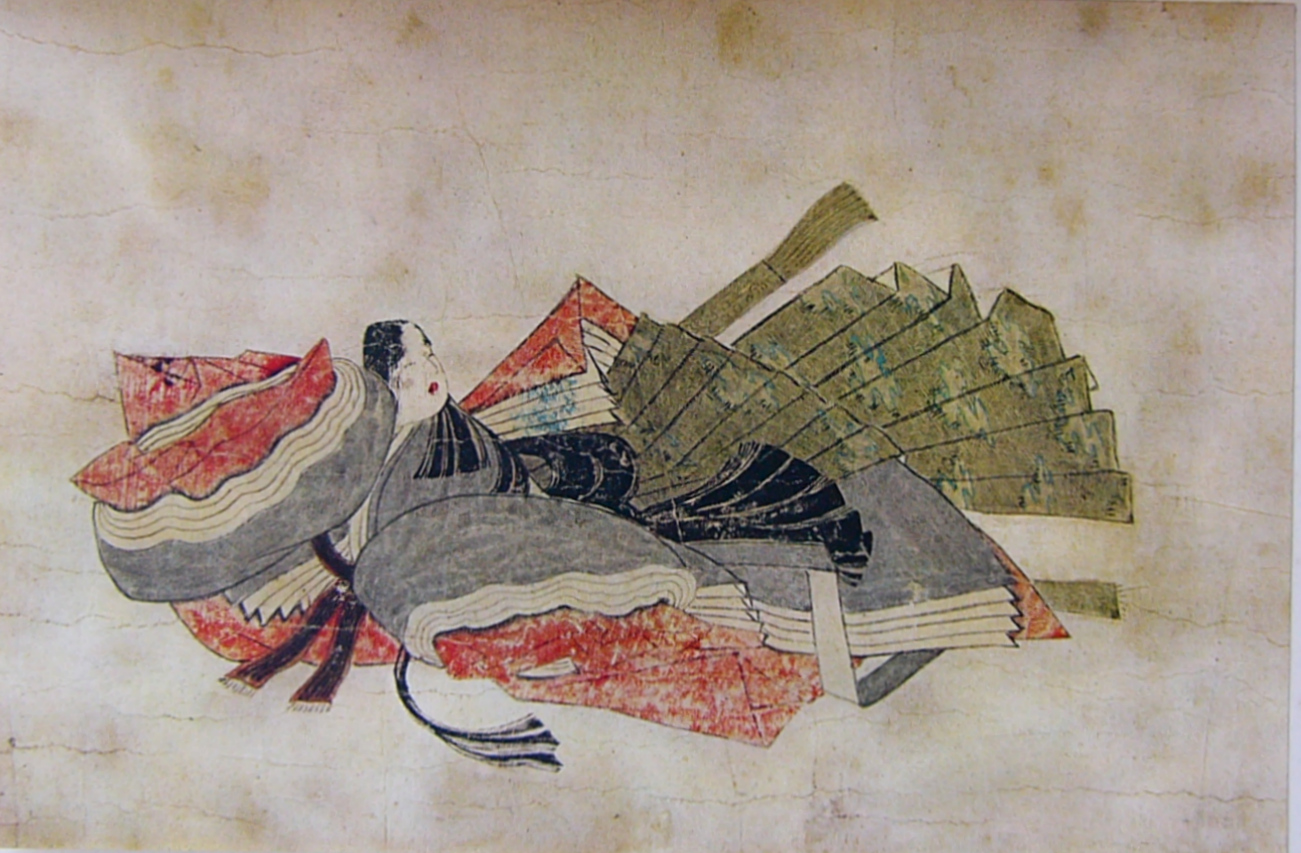
伊勢
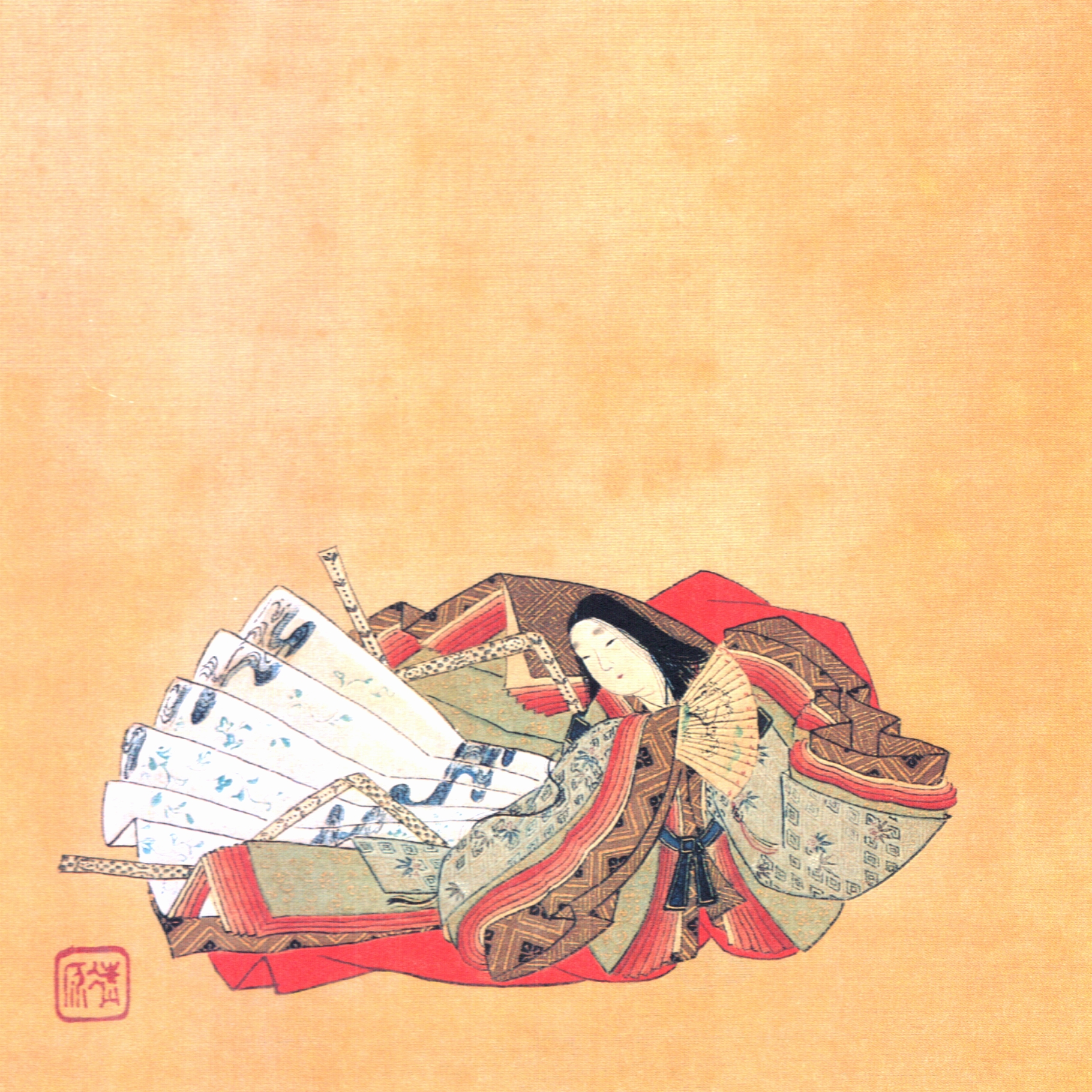
宮内卿
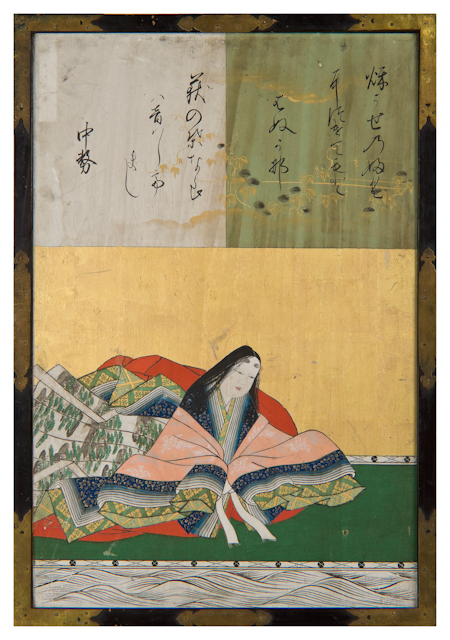
中務
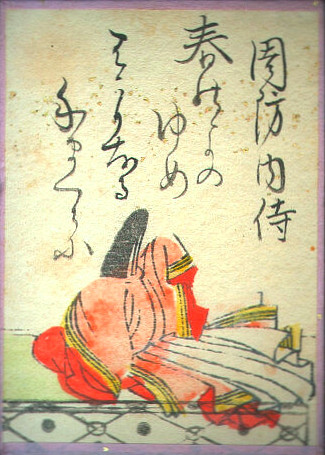
周防内侍
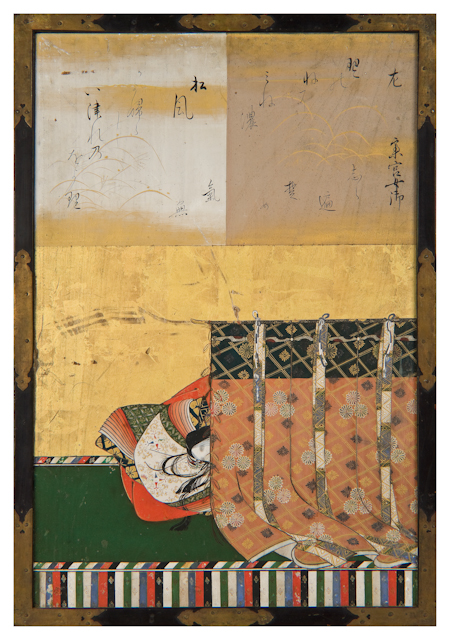
齋宮女御
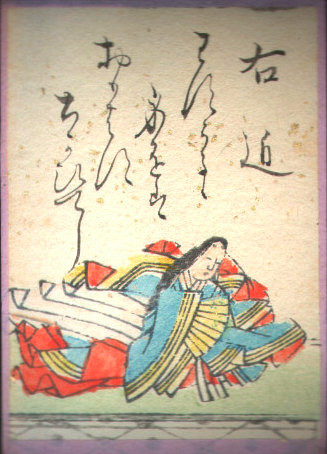
右近
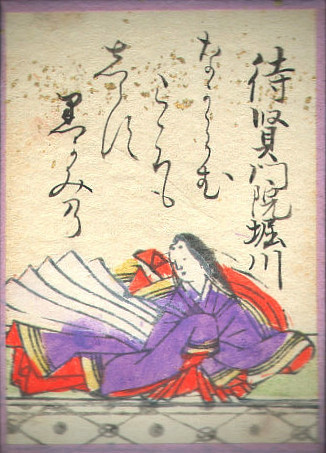
待賢門院堀河
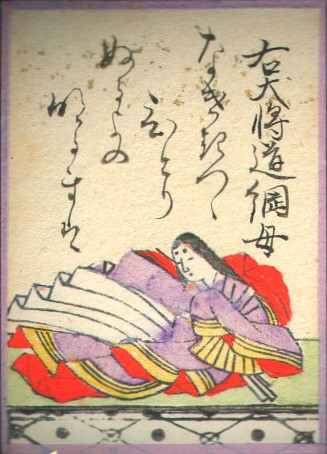
藤原道綱母
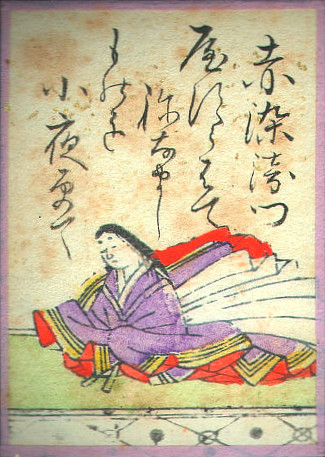
赤染衛門
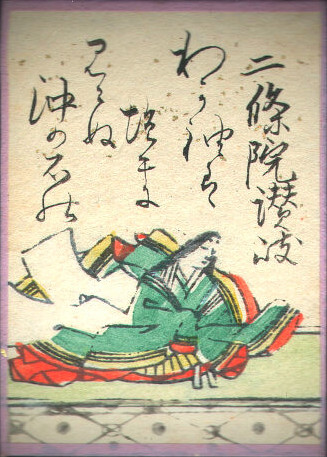
二条院讃岐
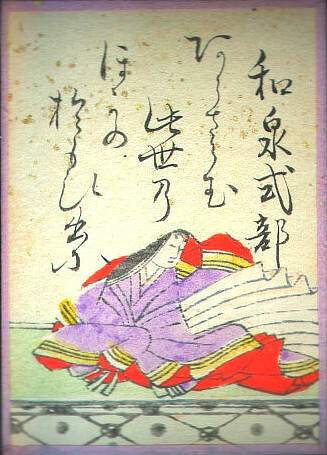
和泉式部
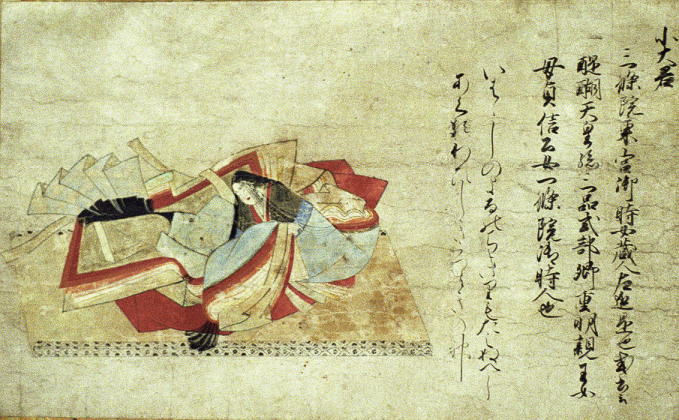
小大君
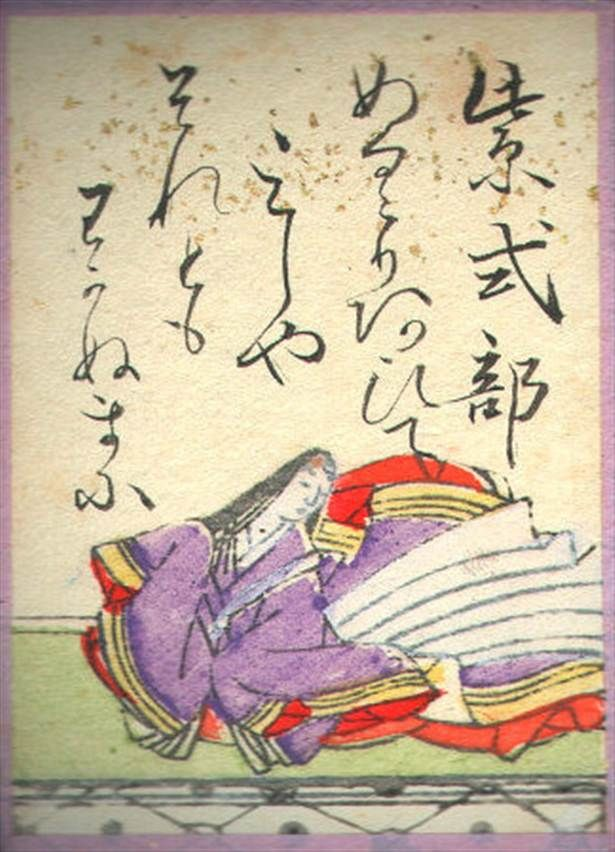
紫式部
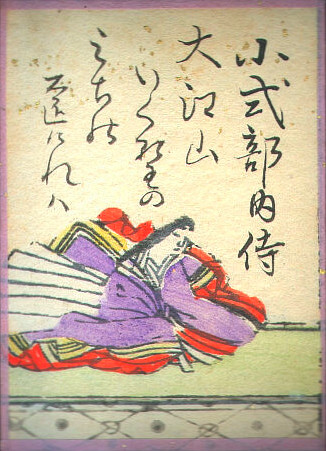
小式部内侍
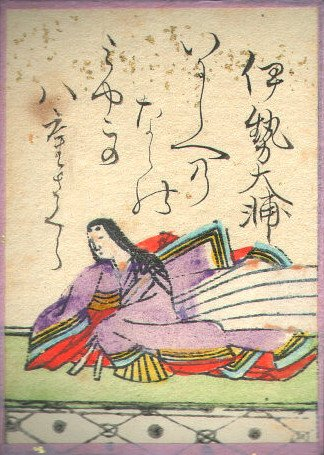
伊勢大輔
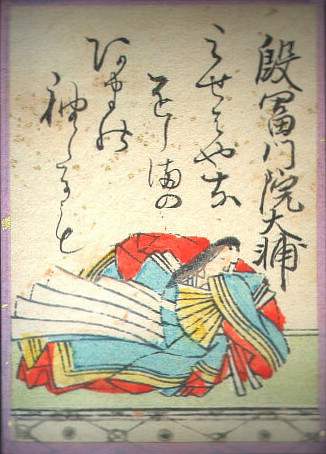
殷富門院大輔
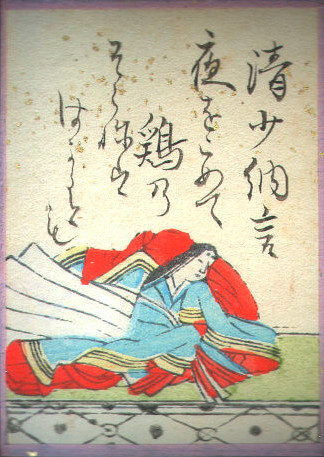
清少納言
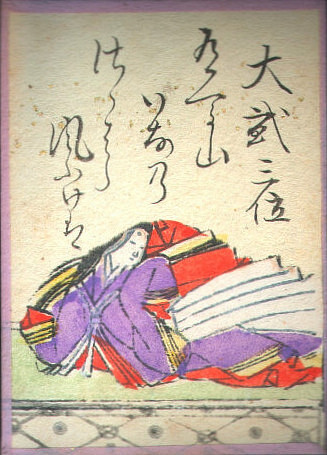
大弐三位
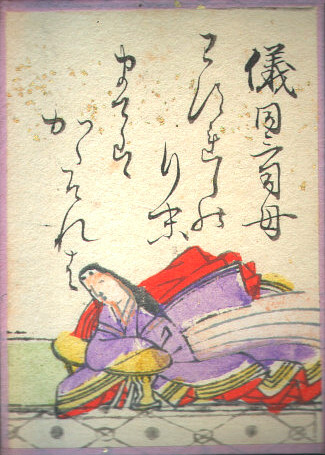
高内侍
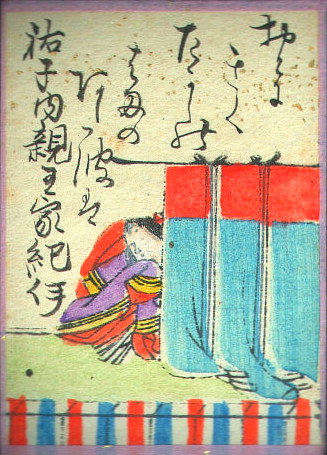
一宮紀伊
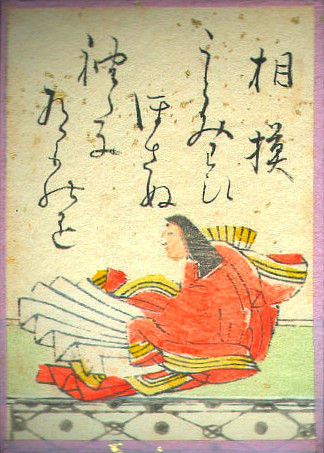
相模